# Kyoto Hannaryz
Il Kyoto Hannaryz (京都ハンナリーズ) è una società cestistica avente sede a Kyoto, in Giappone. Fondata nel 2008, gioca in B.League.

## Storia
Il Kyoto Hannaryz è una squadra di pallacanestro giapponese fondata a Kyoto nel 2008. Ha partecipato in Bj league dal 2009 al 2016. Attualmente gioca in B1 League, la massima serie del campionato giapponese di pallacanestro.